# Femke Zeedijk
Femke Annechien Zeedijk-Raeven (Utrecht, 7 februari 1974) is een Nederlands politicus namens D66 en Nieuw Sociaal Contract (NSC).  
Zeedijk was in 2014 namens D66 vervangend lid van de gemeenteraad van Geldrop-Mierlo. In september 2023 trad zij toe tot NSC. Zij stond op plaats 12 van de NSC-kandidatenlijst voor de Tweede Kamerverkiezingen in 2023, wat voldoende was om gekozen te worden. Haar installatie vond plaats op 6 december 2023. Zij was woordvoerder op de portefeuilles Economische Zaken, Topsectoren- en industriebeleid, MKB, Buitenlandse handel en Ontwikkelingssamenwerking.
Zeedijk verliet op 20 november 2024 de Tweede Kamer. Aanleiding was de ophef die was ontstaan vanwege het vertrek van NSC-staatssecretaris Achahbar enkele dagen eerder. Eind 2024 werd ze weer lid van D66.
- Parlement.com: vm6ufmb14uxi